# Tølløsebanen
Tølløsebanen er oprindeligt anlagt af Høng-Tølløse Jernbane (HTJ). Siden 1. juli 2015 har trafikken på banen været varetaget af Lokaltog.
Strækningen Høng-Tølløse, der åbnedes 22. december 1901, er den oprindelige strækning.  Strækningen blev besluttet anlagt som en del af jernbaneloven af 8. maj 1894.
Samtlige stationer er tegnet af arkitekten Heinrich Wenck.
Desuden trafikeres strækningen Høng-Slagelse med persontrafik. Strækningen Slagelse-Høng-Gørlev er en del af den tidligere DSB-strækning Slagelse-Værslev.

## Standsningssteder
- Tølløse, forbindelse til Holbæk, Kalundborg, Roskilde og København med Nordvestbanen.
- Kr. Eskilstrup
- Udstrup trinbræt, nedlagt 2003
- St. Merløse
- Bagmarken
- Nyrup
- Oustrup trinbræt, nedlagt i 1975
- Stenlille
- Vedde, havde forbindelse til Sorø-Vedde-banen
- Dianalund
- Skellebjerg
- Conradineslyst trinbræt, nedlagt 2003
- Hestehavens trinbræt, oprettet i 1929, nedlagt i 1974
- Ruds Vedby
- Kulby Station, nedlagt som trinbræt i 2003
- Høng, oprindelig endestation på banen. Oprindeligt forbindelse til Slagelse-Værslev-banen (delvist nedlagt), hvoraf strækningen Høng-Slagelse nu indgår i banen,
- Løve, nedlagt i 2011
- Havrebjerg, nedlagt 2011, krydsningsstation
- Slagelse, forbindelse til Vestbanen og tidligere Slagelse-Næstved banen

## Mulig nedlæggelse
Region Sjælland diskuterede Tølløsebanens fremtid på regionsrådsmøde den 8. maj 2014.